# Holoplatys
Holoplatys Simon, 1885 è un genere di ragni appartenente alla famiglia Salticidae.

## Caratteristiche
Questi ragni hanno un cefalotorace di forma allungata e ovale, fortemente appiattito, anteriormente troncato, ed un opistosoma altrettanto allungato e di forma ovale. Hanno varie somiglianze con il genere Marpissa.

## Distribuzione
Le 38 specie oggi note di questo genere sono diffuse prevalentemente in Australia: alcune sono state rinvenute in Tasmania, Nuova Zelanda, Isole Caroline e Nuova Guinea.

## Habitat
Vivono appiattiti sotto le cortecce di vari alberi, in prevalenza eucalipti.

## Tassonomia
A dicembre 2010, si compone di 38 specie e 1 sottospecie:
1. Holoplatys apressus (Powell, 1873) — Nuova Zelanda
2. Holoplatys bicolor Simon, 1901 — Queensland, Australia occidentale
3. Holoplatys bicoloroides Zabka, 1991 — Australia occidentale
4. Holoplatys borali Zabka, 1991 — Australia occidentale
5. Holoplatys braemarensis Zabka, 1991 — Queensland
6. Holoplatys bramptonensis Zabka, 1991 — Queensland
7. Holoplatys canberra Zabka, 1991 — Australian Capital Territory
8. Holoplatys carolinensis Berry, Beatty & Prószynski, 1996 — Isole Caroline
9. Holoplatys chudalupensis Zabka, 1991 — Australia occidentale
10. Holoplatys colemani Zabka, 1991 — Queensland, Nuovo Galles del Sud
11. Holoplatys complanata (L. Koch, 1879) — Queensland, Territorio del Nord (Australia), Nuova Guinea
12. Holoplatys complanatiformis Zabka, 1991 — Queensland, Nuovo Galles del Sud
13. Holoplatys daviesae Zabka, 1991 — Queensland, Nuovo Galles del Sud
14. Holoplatys dejongi Zabka, 1991 — Australia occidentale
15. Holoplatys desertina Zabka, 1991 — Australia occidentale, Australia meridionale
16. Holoplatys embolica Zabka, 1991 — Queensland
17. Holoplatys fusca (Karsch, 1878) — dall'Australia occidentale al Queensland
18. Holoplatys grassalis Zabka, 1991 — Australia occidentale
19. Holoplatys invenusta (L. Koch, 1879) — Queensland, Nuovo Galles del Sud, Victoria (Australia)
20. Holoplatys jardinensis Zabka, 1991 — Queensland, Nuova Guinea
21. Holoplatys julimarina Zabka, 1991 — Australia occidentale
22. Holoplatys kalgoorlie Zabka, 1991 — Australia occidentale
23. Holoplatys kempensis Zabka, 1991 — Territorio del Nord (Australia)
24. Holoplatys lhotskyi Zabka, 1991 — Queensland, Tasmania
25. Holoplatys mascordi Zabka, 1991 — Nuovo Galles del Sud, Australia meridionale
26. Holoplatys meda Zabka, 1991 — Australia occidentale
27. Holoplatys minuta Zabka, 1991 — Queensland
28. Holoplatys oakensis Zabka, 1991 — Queensland
29. Holoplatys panthera Zabka, 1991 — Australia meridionale
30. Holoplatys pedder Zabka, 1991 — Tasmania
31. Holoplatys pemberton Zabka, 1991 — Australia occidentale
32. Holoplatys planissima (L. Koch, 1879)[3] — dall'Australia occidentale al Queensland
  - Holoplatys planissima occidentalis Thorell, 1890 — Sumatra
33. Holoplatys queenslandica Zabka, 1991 — Queensland, Nuova Guinea
34. Holoplatys rainbowi Zabka, 1991 — Queensland
35. Holoplatys semiplanata Zabka, 1991 — Australia orientale, Nuova Caledonia
36. Holoplatys strzeleckii Zabka, 1991 — Australia meridionale, Tasmania
37. Holoplatys tasmanensis Zabka, 1991 — Tasmania
38. Holoplatys windjanensis Zabka, 1991 — Australia occidentale

### Specie trasferite
- Holoplatys caledonica Berland, 1932; trasferita al genere Paraplatoides Zabka, 1992, con la denominazione di Paraplatoides caledonicus (Berland, 1932) a seguito di un lavoro dell'aracnologo Zabka del 1992[2].
- Holoplatys fractivittata Simon, 1909; trasferita al genere Zebraplatys Zabka, 1992, con la denominazione di Zebraplatys fractivittata (Simon, 1909) a seguito di un lavoro dell'aracnologo Zabka del 1992[2].
- Holoplatys quinquecingulata Simon, 1909; trasferita al genere Zebraplatys Zabka, 1992, con la denominazione di Zebraplatys quinquecingulata (Simon, 1909) a seguito di un lavoro dell'aracnologo Zabka del 1992[2].
- Holoplatys urvillei Dalmas, 1917; trasferita al genere Trite Simon, 1885, con la denominazione di Trite urvillei (Dalmas, 1917) a seguito di un lavoro dell'aracnologo Zabka del 1991[2].